# So what (Lake)
So what is een studioalbum van Lake. Het album is verspreid over vier geluidsstudio's in Hamburg, Dortmund en Berlijn opgenomen. Het is daarbij de vraag of alle leden wel ooit gezamenlijk in een van die studio’s aanwezig zijn geweest. So what zou voorlopig het laatste album van deze Duits/Britse muziekgroep zijn. Van reünies was ook jaren geen sprake. Pas in 2005 kwam er op compact discgebied nieuw teken van leven.
In the midnight met B-kant Children of war, de laatste single van Lake, haalde net als het album de hitlijsten niet..

## Musici
- James Jopkins-Harrison – zang
- Achim Oppermann – toetsinstrumenten, gitaar, zang
- Thomas Bauer – toetsinstrumenten, saxofoons, zang
- Bernd Gärtig – gitaar, toetsinstrumenten, zang
- Benjamin Hüllenkremer - basgitaar, zang
- Udo Dahmen – slagwerk, percussie

met
- Madeleine Lang, Marion Schweiger, Ulf Meyer – achtergrondzang Children of war, Inside to outside
- Bob Lanese, Roland Schmidt, Ludwig Glitz – blaasinstrumenten
- strijkensemble onder leiding van Stefan Pintev op Laura
- John Newton – spreekstem Children of war

## Muziek
| Nr. | Titel                                             | Duur |
| --- | ------------------------------------------------- | ---- |
| 1.  | In the midnight (Oppermann, Hopkins-Harrison)     | 3:39 |
| 2.  | So what (Oppermann, Hopkins-Harrison)             | 3:40 |
| 3.  | My emotions (Gärtig, Hopkins-Harrison)            | 3:56 |
| 4.  | Thick and thin (Oppermann, Hopkins-Harrison)      | 3:45 |
| 5.  | Children of war (Gärtig, Hopkins-Harrison)        | 4:08 |
| 6.  | Inside to outside (Oppermann, Colin Pearson)      | 3:15 |
| 7.  | Feel you in my arms (Oppermann, Hopkins-Harrison) | 3:46 |
| 8.  | Voice in the wind (Bauer, Hopkins-Harrison)       | 3:55 |
| 9.  | Big brother (Oppermann, Hopkins-Harrison)         | 4:03 |
| 10. | Laura (Oppermann, Hopkins-Harrison)               | 3:20 |
| 11. | Don’t play around (Gärtig, Hopkins-Harrison)      | 3:47 |